# Вища партійна школа при ЦК КПУ
Ки́ївська ви́ща парті́йна шко́ла — освітня установа при Центральному Комітеті КПУ у Києві часів УРСР, що займалася підготовкою та ідеологічним вихованням керівних та управлінських кадрів КПУ. Діяла протягом 1946–1992 рр (у 1990–1992 рр. мала назву — Київський інститут політології та соціального управління). Містилася спочатку в Рильському провулку, а від 1986 року в однойменній будівлі по вул. Мельникова, 36/1.

## Історія
Створена 1946 року як Республіканська партійна школа зі строком навчання слухачів 2 роки на базі середньої освіти. 3 1949 року перейшла на трирічні навчальні програми, стала давати вищу освіту. У 1956 строк навчання було збільшено до 4 років. З 1962 року до ВПШ приймали партійних, радянських і комсомольські працівників, працівників засобів масової інформації та пропаганди з вищою освітою. Навчання тривало 2 роки. Випускники здобували так звану вищу партійно-політичну освіту. Прийом слухачів провадився ЦК Компартії України за рекомендаціями обкомів партії. ВПШ розташовувалася в приміщенні колишньої гімназії Стельмашенка за адресою Рильський провулок, 10.
Після проголошення незалежності України Вищу партійну школу було розформовано, а її будівлю передано на баланс Київського національного університету імені Шевченка. Нині в будинку містяться Інститут міжнародних відносин та Інститут журналістики КНУ. До 2018 тут також містилися окремі підрозділи Національної академії державного управління при Президентові України.
У 1992 на базі Київського інституту політології та соціального управління була заснована Національна академія управління у іншому приміщені.

### Будинок
Нова споруда навчального закладу була збудована у 1979–1986 рр. як навчальний корпус ВПШ при ЦК КПУ на місці колишнього акліматизаційного саду НАН України. Автори проєкту — архітектори Ігор Шпара, Георгій Духовичний, Олександр Тамаров, Олександр Ноценко; конструктор — Іван Онуфрієнко.
Будинок Вищої партійної школи Х-подібний у плані, має 4 поверхи. Відрізняється компактним об'ємно-планувальним рішенням, викликаним особливостями ділянки забудови. Фасади облицьовані білим каменем.